# Tony Cottee
Antony Richard Cottee, mais conhecido como Tony Cottee (Londres, 11 de julho de 1965), foi um futebolista inglês e treinador, que atualmente trabalha como comentarista de futebol na televisão.

## Carreira
Como jogador, ele foi um atacante de 1982 até 2001, atuando na Premier League pelo West Ham, Everton e Leicester City. Ele foi convocado sete vezes para a Seleção Inglesa, e jogou na Football League pelo Birmingham City, Norwich City e Millwall. Ele também atuou na Malásia pelo Selangor e passou uma temporada como jogador e treinador do Barnet.
Em 1989 Tony estava presenta na derrota na final da Copa da Inglaterra para o Liverpool, e venceu a Copa da Liga Inglesa com o Leicester City, em 2000. Na temporada 1985–86 foi eleito o jogador jovem do ano, pela Professional Footballers' Association. Sua carreira finalizou com 579 jogos no campeonato e 226 gols (99 dos quais pelo Everton). Em todas as competições, ele alcançou a marca de 712 jogos e 293 gols. Ele ultrapassou a sua ambição de marcar 200 gols em sua carreira, mas parou pouco antes de sua meta de 300 gols em todas as competições. Ainda assim, ele foi um dos artilheiros mais produtivos que o futebol Inglês viu durante os anos 1980 e 1990.

## Títulos
Selangor
- Copa da Malásia: 1997

Leicester City
- Copa da Liga Inglesa: 2000

Inglaterra
- Taça Stanley Rous: 1989